# Макълсфийлд
Макълсфийлд (на английски: Macclesfield; английско произношение: /'mækəlzfiːld/) е град в Англия, графство Чешър, близо до Манчестър. Население 50 688 жители (2001 г.). Макълсфийлд се счита за един от трийсетте най-богати града във Великобритания.

## Спорт
Представителният футболен отбор на града носи името ФК Макълсфийлд Таун.

## Личности
Родени
- Питър Крауч (р.1981), английски футболист

## Побратимени градове
- Екернфьорде, Германия